# 박경원 (조선귀족)
박경원(朴經遠, 1869년 11월 19일 ~ 1947년 4월 4일)은 일제강점기의 조선귀족이다. 자는 문유(文猶), 본관은 밀양이며 본적은 경성부 숭인동이다. 남작 박용대의 장남이다.

## 생애
1914년 6월 10일 일본 정부로부터 남작 박용대(박경원의 아버지)의 사자(嗣子)로서 종5위에 서위되었으며 1915년 11월 10일 다이쇼 대례 기념장을 받았다. 1927년 5월 16일 자신의 아버지였던 박용대가 받은 남작위를 습작하였으며 1928년 11월 16일 일본 정부로부터 쇼와 대례 기념장을 받았다. 1930년 1월 22일 창복회로부터 1월분 교부금 150엔을 받았다.
1933년 12월 15일 일본 정부로부터 종4위에 서위되었으며 1939년 11월 조선유도연합회 평의원을 역임했다. 1940년 11월 10일 일본 기원 2600년 축전에 초대받은 것을 계기로 일본 정부로부터 기원 2600년 축전 기념장을 받았으며 1941년 12월 27일 정4위에 서위되었다. 친일파 708인 명단의 조선귀족 부문, 민족문제연구소의 친일인명사전 수록자 명단의 수작/습작 부문, 친일반민족행위진상규명위원회가 발표한 친일반민족행위 705인 명단에 포함되었다.

## 참고 자료
- 친일반민족행위진상규명위원회 (2009). 〈박경원〉. 《친일반민족행위진상규명 보고서 Ⅳ-5》. 서울. 826~831쪽.